# Большая жратва (фильм, 1973)
«Большая жратва» (фр. La Grande Bouffe, итал. La Grande Abbuffata) — художественный сатирический кинофильм режиссёра Марко Феррери.
Самый известный и скандальный фильм Феррери, удостоенный приза ФИПРЕССИ Каннского кинофестиваля. В ролях — ведущие итальянские и французские кинозвёзды того времени.

## Сюжет
Четверо друзей-гурманов, поклонников французской кухни, собираются дома у одного из них. Они запасаются деликатесами, приглашают в свою компанию проституток и устраивают оргию переедания и секса. Роскошный особняк начинает напоминать общественное отхожее место. Компания собирается покончить жизнь самоубийством через переедание и добивается своей цели.
Картина содержит много шокирующих натуралистичных сцен. В фильме, явно снятом как вызов постиндустриальному обществу потребления, заняты актёры французского и итальянского кинематографа. Имена героев фильма совпадают с именами актёров: Марчелло, Мишель, Филипп, Уго, Андреа.
Нестыковки:
— Приготовление огромного количества пищи из многих туш птицы и свиней и особо изысканное изготовление десертов за столь короткий срок — явно не под силу одному повару Уго и его несведущей в этом компании. Это была явно работа большой команды поваров за сценой и в просторном разделочном помещении, а не на кухне скромных размеров.
— При расставании с двумя последними проститутками, никто из пировавших с ними компаньонов и не подумал заплатить обещанные Филиппом наличные. А сами работницы такой древней профессии почему-то даже не вспомнили об этом.

## В ролях
- Филипп Нуаре — Филипп
- Марчелло Мастроянни — Марчелло
- Мишель Пикколи — Мишель
- Уго Тоньяцци — Уго
- Андреа Ферреоль — Андреа
- Соланж Блондо — Даниель
- Флоранс Джорджетти — Анна
- Мишель Александр — кормилица-любовница Мишеля — Николь
- Моник Шометт — Мадлен
- Анри Пикколи — управляющий усадьбой Мишеля — Гектор

## Наследие
«Большая жратва» считается одним из самых скандальных фильмов Марко Феррери. Итальянский режиссёр снимал остросоциальные ленты, которые, в то же время, можно было назвать чёрными комедиями. Будь то «Аудиенция» — жесткая сатира на Ватикан и власть Папы Римского, или «Гарем», где режиссёр предлагает зрителю символичный перевёртыш восточной традиции — платиновая блондинка и множество мужчин, готовые отдать за неё жизнь.

## Награды
- 1973 — Каннский кинофестиваль
  - Приз ФИПРЕССИ — Марко Феррери
- 1974 — Премия Золотой экран